# Секреты «Титаника»
«Секреты „Титаника“» (англ. Secrets Of The Titanic) — телефильм из серии «Национальное географическое общество». Разрешён к просмотру без возрастных ограничений.

## Сюжет
Фильм представляет собой изложение истории знаменитого парохода «Титаник», начиная от его проектирования, стройки и спуска на воду и продолжая рассказом о его первом и единственном рейсе, целью которого была Америка. При помощи специально созданной камеры доктору Ричарду Балларду удалось запечатлеть свои поиски и нахождение легендарного корабля.

## В ролях
- Главные роли
  - Роберт Баллард — исследователь Роберт Баллард
  - Мартин Шин — рассказчик
- Второстепенные роли — нет в титрах, архивные фотоматериалы
  - Джон Джекоб Астор IV — пассажир
  - Маргарет Браун — пассажир
  - Чарльз Герберт Лайттоллер — офицер
  - Эдвард Джон Смит — капитан